# New Underwood
New Underwood és una població dels Estats Units a l'estat de Dakota del Sud. Segons el cens del 2000 tenia 616 habitants.

## Demografia
Segons el cens del 2000, New Underwood tenia 616 habitants, 232 habitatges, i 174 famílies. La densitat de població era de 517 habitants per km².
Dels 232 habitatges en un 40,1% hi vivien nens de menys de 18 anys, en un 53,4% hi vivien parelles casades, en un 14,2% dones solteres, i en un 24,6% no eren unitats familiars. En el 20,3% dels habitatges hi vivien persones soles l'11,6% de les quals corresponia a persones de 65 anys o més que vivien soles. El nombre mitjà de persones vivint en cada habitatge era de 2,66 i el nombre mitjà de persones que vivien en cada família era de 3,02.
Per edats la població es repartia de la següent manera: un 31,3% tenia menys de 18 anys, un 6,2% entre 18 i 24, un 28,6% entre 25 i 44, un 20% de 45 a 60 i un 14% 65 anys o més.
L'edat mediana era de 34 anys. Per cada 100 dones de 18 o més anys hi havia 94,9 homes.
La renda mediana per habitatge era de 32.750 $ i la renda mediana per família de 36.111 $. Els homes tenien una renda mediana de 25.096 $ mentre que les dones 21.442 $. La renda per capita de la població era de 14.729 $. Entorn del 4,8% de les famílies i el 8% de la població estaven per davall del llindar de pobresa.

## Poblacions més properes
El següent diagrama mostra les poblacions més properes.